# Echitație la Jocurile Olimpice de vară din 1972
Probele sportive de echitație la Jocurile Olimpice de vară din 1972 s-au desfășurat în perioada 29 august - 11 septembrie 1972 în parcul Castelului Nymphenburg (dresaj), pe stadionul de echitație Riem (întreceri) și pe Stadionul Olimpic (sărituri).

## Medaliați
| Categorie                    | Aur | Argint | Bronz |
| Dresaj individual Detalii    | Liselott Linsenhoff pe Piaff (FRG) | Elena Petușkova pe Pepel (URS) | Josef Neckermann pe Venetia (FRG) |
| Dresaj pe echipe Detalii     | Uniunea Sovietică (URS) · Elena Petușkova · pe Pepel · Ivan Kizimov · pe Ihor · Ivan Kalita · pe Tarif                                                            | Germania de Vest (FRG) · Karin Schlüter · pe Liostro · Liselott Linsenhoff · pe Piaff · Josef Neckermann · pe Venetia                                                     | Suedia (SWE) · Ulla Håkansson · pe Ajax · Ninna Swaab · pe Casanova · Maud von Rosen · pe Lucky Boy                                                          |
| Întreceri individual Detalii | Richard Meade pe Laurieston (GBR) | Alessandro Argenton pe Woodland (ITA) | Jan Jönsson pe Sarajevo (SWE) |
| Întreceri pe echipe Detalii  | Marea Britanie (GBR) · Richard Meade · pe Laurieston · Mary Gordon-Watson · pe Cornishman V · Bridget Parker · pe Cornish Gold · Mark Phillips · pe Great Ovation | Statele Unite ale Americii (USA) · Kevin Freeman · pe Good Mixture · Bruce Davidson · pe Plain Sailing · Michael Plumb · pe Free pe Easy · James C. Wofford · pe Kilkenny | Germania de Vest (FRG) · Harry Klugmann · pe Christopher Robert · Lutz Goessing · pe Chicago · Karl Schultz · pe Pisco · Horst Karsten · pe Sioux            |
| Sărituri individual Detalii  | Graziano Mancinelli pe Ambassador (ITA) | Ann Moore pe Psalm (GBR) | Neal Shapiro pe Sloopy (USA) |
| Sărituri pe echipe Detalii   | Germania de Vest (FRG) · Fritz Ligges · pe Robin · Gerhard Wiltfang · pe Askan · Hartwig Steenken · pe Simona · Hans Günter Winkler · pe Trophy                   | Statele Unite ale Americii (USA) · William Steinkraus · pe Main Spring · Neal Shapiro · pe Sloopy · Kathryn Kusner · pe Fleet Apple · Frank Chapot · pe White Lightning   | Italia (ITA) · Vittorio Orlandi · pe Fulmer Feather · Raimondo D'Inzeo · pe Fiorello · Graziano Mancinelli · pe Ambassador · Piero D'Inzeo · pe Easter Light |

## Clasament pe medalii
| Loc   | Țară                       | Aur | Argint | Bronz | Total |
| ----- | -------------------------- | --- | ------ | ----- | ----- |
| 1     | Germania de Vest           | 2   | 1      | 2     | 5     |
| 2     | Marea Britanie             | 2   | 1      | –     | 3     |
| 3     | Italia                     | 1   | 1      | 1     | 3     |
| 4     | Uniunea Sovietică          | 1   | 1      | –     | 2     |
| 5     | Statele Unite ale Americii | –   | 2      | 1     | 3     |
| 6     | Suedia                     | –   | –      | 2     | 2     |
| Total | Total                      | 6   | 6      | 6     | 18    |